# ギュンター・ローレンツ
ギュンター・ローレンツ（ドイツ語: Günther Lorenz、1915年9月17日 - 1999年2月）は、ドイツ選手（男子シングル）。1936年ガルミッシュ・パルテンキルヘンオリンピックドイツ代表。

## 主な戦績
| 大会/年      | 1935-36 | 1936-37 | 1937-38 |
| ------------ | ------- | ------- | ------- |
| オリンピック |         | 18      |         |
| 世界選手権   |         |         | 8       |
| 欧州選手権   | 13      |         |         |